# Lista postaci serii Piątek, trzynastego
Lista fikcyjnych postaci z horrorów z serii Piątek, trzynastego (1980–2009):

## A

### Alice Hardy
Alice L. Hardy (ur. 1959) to ocalała dziewczyna (tzw. „final girl”) z Piątku, trzynastego (1980), grana przez Adrienne King. Pochodzi z Kalifornii, jest utalentowaną malarką oraz jednym z siedmiu studentów zaangażowanych przez Steve’a Christy'ego do odnowy i pracy w obozie nad jeziorem Crystal Lake. Wieczorem w piątek, 13 czerwca 1979 roku jej nastoletni koledzy zostają zamordowani, jeden po drugim. Alice zostaje znaleziona przerażona przez Pamelę Voorhees, rzekomą przyjaciółkę Christy'ego, a w rzeczywistości sprawczynię mordów. Pani Voorhees tłumaczy Alice, że Jason, jej jedyny syn, przed laty utonął w jeziorze przez nieuwagę konsolerów. Alice cudem unika śmierci z rąk psychopatki; morduje także Pamelę przy pomocy maczety, ścinając jej głowę.
W Piątku, trzynastego II (1981) widzimy Alice jako przewrażliwioną psychicznie dziewczynę, która nie potrafi uporać się ze wspomnieniami znad Crystal Lake. W części drugiej Alice zostaje pozostawiona sama w domu, bez opieki troskliwych rodziców, a do jej apartamentu włamuje się Jason. Alice ginie, zadźgana w skroń.
Jej ciało zostaje znalezione przez Ginny Field i Paula Holta w umiejscowionej w głębi lasu szopie zamieszkanej przez Jasona Voorheesa.

### Andy
Andy to bohater Piątku, trzynastego III (1982), kreowany przez Jeffreya Rogersa. Urodzony w 1962 roku jako Andrew Beltrami. Został zamordowany przez Jasona Voorheesa w niedzielę, 15 czerwca 1984 roku. Podobny los spotkał szóstkę jego przyjaciół, z którymi spędzał weekend w rezydencji Higgin's Haven, należącej do rodziców Chris Higgins, swojej koleżanki z college’u. Była wśród nich jego ówczesna dziewczyna Debbie, wraz z którą oczekiwał narodzin pierwszego dziecka. Policja znalazła zwłoki Andy’ego przecięte na pół w okolicach miednicy.

## C

### Chili
Chili to kreowana przez Rachel Howard bohaterka filmu Piątek, trzynastego III. Urodziła się w 1962 roku. Jej prawdziwe imię to Jillian Howard, choć przyjaciele nazywali ją Chili. Zanim rozpoczęła naukę w college’u, wychowywała się w Filadelfii. Szkołę średnią ukończyła w 1980 roku. Przez przyjaciół Chili była określana jako rozrywkowa imprezowiczka z wielkim poczuciem humoru. Podczas weekendu w Higgin's Haven, rezydencji rodziców swojej koleżanki z college’u Chris Higgins, Chili partnerował jej ówczesny chłopak Chuck Garth, który podobnie jak ona został zamordowany w niedzielę, 15 czerwca 1984 roku.

### Chris Higgins
Chris Higgins jest ocalałą dziewczyną (final girl) z Piątku, trzynastego III, kreowaną przez Danę Kimmell. Urodzona w 1965 roku nastoletnia dziewczyna, która mieszka w okolicach Crystal Lake. Powraca do rodzinnego domu, rezydencji Higgin's Haven, w dwa lata po ataku nieznanego sprawcy. Po tym traumatycznym zdarzeniu Chris zdecydowała, że powinna przenieść się do prywatnej szkoły. Po pomyślnym ukończeniu szkoły średniej w Crystal Lake, Higgins wybrała się do college’u. W czerwcu 1984 roku wraz z piątką kolegów z nowej szkoły przyjechała na weekend w rodzime strony, by odpocząć od miejskiego szumu w zacisznych terenach jeziora Crystal Lake. W trakcie filmu zostaje wyjaśnione, że napastnikiem, chcącym zamordować Chris przed kilkunastoma miesiącami, był Jason Voorhees. Jason, który nadal żyje w lasach opodal Crystal Lake, zaatakował ją ponownie, mordując najpierw jej przyjaciół. Chris obezwładniła Jasona ciosem siekiery, przez co funkcjonariusze policyjni, przybyli na miejsce wypadku, uważali go za zmarłego. Chris Higgins została odsunięta przez policję w ataku skrajnej histerii.

### Chuck
Kreowany przez Davida Katimsa bohater filmu Piątek, trzynastego III. Urodził się jako Charles Garth w 1962 roku w przyjaznej rodzinie z suburbii. W latach siedemdziesiątych, jako dziecko, Chuck silnie popierał idee antywojenne; swój protest kontynuował także w latach studenckich. Jako nastolatek uzależnił się od narkotyków, podobnie jak jego dziewczyna Chili, która tak jak on zginęła 15 czerwca 1984 roku w rezydencji Higgin's Haven nad jeziorem Crystal Lake.

### Clay Miller[6]
Clay Miller jest głównym bohaterem reboota Piątku, trzynastego (2009), granym przez Jareda Padaleckiego. Jest postawnym brunetem z włosami sięgającymi ramion. Matka Claya i jego siostry Whitney walczyła z rakiem, z tego powodu chłopak zadecydował w siedemnastym roku życia, iż opuszcza rodzinę, pozostawiając matkę pod opieką siostry. Gdy na pogrzebie rodzicielki nie zjawia się Whitney, Clay decyduje się ją odnaleźć. Przybywa do Crystal Lake, gdzie wybrała się ona wraz z grupą znajomych, jednak miejscowi mieszkańcy informują go, że dziewczyna nie żyje. Przy pomocy biwakującej nad miejscowym jeziorem studentki Jenny, Clay przeczesuje tereny Crystal Lake, napotykając w końcu na swojej drodze Jasona Voorheesa. Voorhees morduje przyjaciół Jenny, a Clay dowiaduje się, że jego siostra została przez niego porwana. Bohaterowi udaje się ocalić uwięzioną przez Jasona Whitney, lecz jego pomocnica, Jenna, zostaje zamordowana. Ostatecznie Miller rzekomo zabija Jasona, lecz ostatnia scena filmu wyjaśnia, że jego atak był nieskuteczny, a Jason nadal żyje. 

## D

### Debbie
Debbie to bohaterka filmu Piątek, trzynastego III, grana przez Tracie Savage. Urodzona w 1963 roku jako Deborah Klein. Została zamordowana 15 czerwca 1984 roku w rezydencji Higgin's Haven − rodzinnym domu swojej przyjaciółki z college’u, Chris Higgins. Nad jeziorem Crystal Lake Debbie, podobnie jak szóstka jej przyjaciół, spędzała idylliczny weekend. Towarzyszył jej chłopak Andy, z którym oczekiwała przyjścia na świat pierwszego dziecka. Została zamordowana poprzez zadźganie maczetą w tył klatki piersiowej.

## G

### Ginny Field
Ginny Field to ocalała dziewczyna (final girl) z Piątku, trzynastego II, grana przez Amy Steel. Jest bliską przyjaciółką Paula Holta, w okolice Crystal Lake przyjechała dnia 13 czerwca 1984 roku, by wraz z innymi młodymi ludźmi wziąć udział w przeprowadzanym przez niego treningu dla przyszłych konsolerów. Jest inteligentna i wrażliwa; zapoznając się z legendą dotyczącą Jasona Voorheesa, odczuwa do niego współczucie i żal. Jednak, gdy Jason morduje wszystkich jej współtowarzyszy, Ginny zmuszona jest do walki o swoje życie. W ucieczce przed psychopatą, odkrywa jego siedzibę w sercu lasu, gdzie znajduje zdekapitowaną głowę Pameli Voorhees i zwłoki wcześniejszych ofiar Jasona. Dziewczyna zakłada na siebie stary sweter jego matki, chcąc zidentyfikować się z nią i wzbudzić jego zaufanie. Jason ulega jej planowi, jednak pojawienie się Paula w domu Jasona psuje całą sytuację. Dochodzi do walki wręcz pomiędzy Paulem a Jasonem, podczas której Jason zostaje unieszkodliwiony przez Ginny. Tak czy inaczej w ostatnich scenach filmu, Jason powraca, wyciągając przez okno sparaliżowaną ze strachu Ginny. Dziewczyna cudem unika śmierci i zostaje przewieziona do szpitala.

## J

### Jessica Kimble
Jessica Kimble jest bohaterką filmu Piątek, trzynastego 9: Jason idzie do piekła (1993), graną przez Kari Keegan. Jest siostrzenicą Jasona Voorheesa oraz córką Diany Kimble. Ma córkę Stephanie. Z powodu swoich korzeni, jest jedyną osobą, która potrafi unicestwić Jasona. Jessica jest odpowiedzialna za posłanie Jasona do piekła.

## K

### Kia Waterson[8]
Kia Waterson to bohaterka filmu Freddy kontra Jason (2003), w której postać wciela się wokalistka i aktorka Kelly Rowland. Kia jest nastolatką ze Springwood, jedną z najlepszych przyjaciółek Lori Campbell. Celem Kii jest operacja plastyczna nosa, który – jak uważa dziewczyna – jej wymaga. Pojawienie się Jasona Voorheesa na ulicy Wiązów powoduje, że Kia zbliża się do dawniej przez siebie dręczonego szkolnego ofermy, Charliego Lindermana. Kia ginie, zamordowana przez Jasona Voorheesa.

## L

### Lori Campbell
Lori Campbell jest bohaterką, tzw. final girl, filmu Freddy kontra Jason. W jej rolę wciela się Monica Keena. Lori to nastoletnia dziewczyna mieszkająca wraz z owdowiałym ojcem w Springwood, w domu nr 1428. Jest jednym z niewielu mieszkańców Springwood, który wie, że za morderstwami dokonywanymi na ulicy Wiązów nie stoi Freddy Krueger, a Jason Voorhees. Wraz ze swoim chłopakiem Willem i kilkorgiem przyjaciół ze szkoły próbuje powstrzymać Kruegera, który, zsyłając Voorheesa na ulicę Wiązów, dąży do rychłego powrotu z piekieł. Z pomocą specjalnego leku, hipnocylu, Lori decyduje się przejść do Świata Snów i porwać Freddy’ego do realnego świata, by następnie go unicestwić. Podczas konfrontacji z Freddym w Świecie Snów, dowiaduje się, że to on był mordercą jej matki. Lori „ściąga” Freddy’ego do Crystal Lake i zabija go. Istnieje alternatywna wersja losów Lori, zrealizowana jako jedno ze wstępnych zakończeń Freddy’ego kontra Jasona, w której dziewczyna ginie, uprawiając seks z Willem, w dwa miesiące od wydarzeń przedstawionych w filmie.

## M

### Maddy
Maddy to postać z filmu Piątek, trzynastego VII: Nowa krew (1988), kreowana przez Dianę Barrows. Maddy jest jednym z uczestników przyjęcia urodzinowego zorganizowanego dla Michaela nad Crystal Lake. To typowa zakompleksiona, niczym się nie wyróżniająca nastolatka. Dobre kontakty Maddy z inną z dziewcząt, Robin, uległy diametralnej zmianie, gdy Robin uwiodła Eddiego, chłopaka, którego upodobała sobie Maddy. Maddy zmieniła swój skromny wizerunek na bardziej wyzywający, jednak tuż po tak odważnym kroku została zamordowana przez Jasona Voorheesa w szopie, nieopodal miejsca przyjęcia.

### Melissa
Melissa to grana przez Susan Jennifer Sullivan negatywna bohaterka filmu Piątek, trzynastego VII: Nowa krew. Melissa jest uczestniczką przyjęcia zorganizowanego nad Crystal Lake z okazji urodzin Michaela. Wyrachowana dziewczyna, która do konsekwentnie postawionego celu zmierza po trupach. Nie ma skrupułów, a by osiągnąć to, czego pragnie, zdolna jest manipulować innymi ludźmi. Melissie spodobał się Nick, który czas wolał jednak spędzać z Tiną Shepard. Dziewczyna postanowiła więc wykorzystać Davida, by wzbudzić w Nicku zazdrość. Podczas imprezy nad Crystal Lake, Melissa została zamordowana przez Jasona Voorheesa, podobnie jak większość jej przyjaciół.

## R

### Rennie Wickham
Rennie Wickham jest ocalałą dziewczyną (final girl) w filmie Piątek, trzynastego VIII: Jason zdobywa Manhattan (1989). W jej rolę wcieliły się aktorki Jensen Daggett (w wieku nastoletnim) i Amber Pawlick (jako dziecko). Dziewczyna mieszkała w okolicach Crystal Lake. Gdy Rennie była młoda, została wrzucona przez ojczyma do jeziora, by nauczyć się pływać, i prawie zginęła, gdy młody Jason Voorhees chciał wciągnąć ją na dno jeziora. Wydarzenia przedstawione w filmie ukazują Rennie tuż po ukończeniu szkoły średniej, wraz z innymi licealnymi absolwentami wybierającą się ekskluzywnym liniowcem „Lazarus” do Nowego Jorku. Na pokład przepływającego obok Crystal Lake statku wdziera się Jason, który po kolei morduje niewinnych uczniów. Rennie, podobnie jak grupa ocalałych osób, zmuszona została do ucieczki przez Voorheesem na Manhattan. Tu też dziewczyna musiała walczyć o przetrwanie.

### Rick Woodward
Rick to bohater filmu Piątek, trzynastego III, kreowany przez Paula Kratkę. Rick urodził się w 1963 roku w Szpitalu Pamiątkowym w Crystal Lake jako członek rodziny Woodward, która utrzymywała się z farmerstwa. Przez szereg lat dziewczyną Ricka była Chris Higgins. Rick nigdy nie poszedł do college’u, kończąc szkołę średnią w Crystal Lake w czerwcu 1981 roku. Zginął 15 czerwca 1984 roku, zamordowany przez Jasona Voorheesa. Według raportu policyjnego, głowa mężczyzny została zmiażdżona gołymi rękoma.

### Rob Dier
Rob Dier jest bohaterem filmu Piątek, trzynastego IV: Ostatni rozdział (1984). W jego rolę wcielił się Erich Anderson. Rob jest starszym bratem Sandry Dier, nastolatki, która przyjechała nad jezioro Crystal Lake wraz ze swoim chłopakiem Jeffreyem i została zamordowana przez Jasona Voorheesa, a której postać pojawiła się w Piątku, trzynastego II. Rob przyjechał w strony Crystal Lake rzekomo, by polować na niedźwiedzie, jednak w rzeczywistości liczy na schwytanie Jasona, o którego ucieczce z kostnicy dowiedział się z telewizji, i na wymierzenie mu odpowiedniej kary. O zemście, której chce dokonać dowiaduje się Trish Jarvis. Rob zostaje jednak zabity przez Jasona Voorheesa w piwnicy jednej z kabin kampusowych 16 czerwca 1984 roku.

## S

### Szalony Ralph
Bohater Piątku, trzynastego oraz Piątku, trzynastego II, kreowany przez Walta Gorneya. Jest mężczyzną mieszkającym w okolicach Crystal Lake, podstarzałym alkoholikiem, powszechnie uważanym za chorego psychicznie. Szalony Ralph ostrzega ludzi, by nie kierowali się w kierunku obozu nad Crystal Lake, który określa jako Obóz Krwi. Uważa się za zesłanego przez Boga, by ostrzegać przed zagrożeniem czyhającym nad Crystal Lake; zawsze powtarza: „Jesteście głupi. Wszyscy jesteście głupi!”. Bohater zostaje zabity przez Jasona Voorheesa w Piątku, trzynastego II. Wytwórnia horrorów Crazy Ralph Films ochrzciła się na cześć jego postaci. W miniserii Marvela pt. Marvel Knights: 4 bohaterowie Fantastycznej czwórki poznają ekscentrycznego mężczyznę fizjonomią zbliżonego do szalonego Ralpha.

## T

### Tina Shepard
Tina Shepard – główna bohaterka filmu Piątek, trzynastego VII: Nowa krew, kreowana przez Lar Park-Lincoln oraz jako dziecko przez Jennifer Banko, luźno nawiązująca do postaci Carrie White, stworzonej przez Stephena Kinga. Dziewczyna posiada zdolności telekinetyczne. Kilkuletnia Tina przypadkowo zamordowała swojego ojca, niszcząc podest, na którym stał i topiąc go w jeziorze Crystal Lake. Jako nastolatka Tina w silnej traumie powróciła w rodzinne strony wraz z matką i psychiatrą. Pewnego wieczoru, usiłując przywrócić swoimi zdolnościami ojca do życia, Tina uwolniła uwięzionego na dnie jeziora Jasona Voorheesa. Jason zamordował jej matkę, doktora oraz grupę nastolatków, sąsiadujących Tinie przez weekend. Możliwości Tiny przyczyniły się jednak do krótkiej rezurekcji ojca, który wciągnął i uwięził Jasona z powrotem na dnie jeziora Crystal Lake. Po zwycięskiej walce z Voorheesem, Shepard wraz z Nickiem, drugim z ocalałych, została przewieziona do szpitala.

### Tommy Jarvis
Tommy Jarvis to jedyny pozytywny bohater serii, którego postać przewija się aż w trzech filmach. Rolę Tommy’ego odegrali: Corey Feldman (Piątek, trzynastego IV: Ostatni rozdział i Piątek, trzynastego V: Nowy początek), John Shepherd (Piątek, trzynastego V: Nowy początek, 1985) oraz Thom Mathews (Piątek, trzynastego VI: Jason żyje, 1986). Ponadto Jarvis stał się też bohaterem filmu fanowskiego, Never Hike Alone (2017).
Po raz pierwszy, w 1984 roku, Tommy’ego poznajemy w filmie Piątek, trzynastego IV: Ostatni rozdział, jako dwunastoletniego chłopca, fana horrorów i ambitnego twórcę masek potworów. Gdy Jason Voorhees ucieka z kostnicy szpitala okręgowego w Wesseksie i pojawia się nad jeziorem Crystal Lake, gdzie Tommy mieszka wraz z matką i nastoletnią siostrą Trish, chłopiec zmuszony jest do walki o własne życie. Jason morduje matkę Jarvisów i atakuje Trish. Tommy decyduje się ogolić głowę na zero, by przypominać Jasona w młodości, i podstępem uratować siostrę z opresji. Rozproszony wyglądem chłopca psychopata, zostaje przez niego zaatakowany swoją własną maczetą i wkrótce zabity.
W Piątku, trzynastego V: Nowym początku Tommy Jarvis powraca jako piętnastolatek z ciężkimi problemami emocjonalnymi, który ostatnie trzy lata swojego życia spędził w szpitalu psychiatrycznym. Jarvis zostaje przewieziony do zakładu dla trudnej młodzieży w Pinehurst, gdzie ma na nowo przystosowywać się do normalnego życia. Gdy Roy Burns, ojciec chłopaka zamordowanego w ośrodku, zaczyna popełniać morderstwa, podszywając się pod Jasona Voorheesa, w Tommym ponownie budzą się koszmary z dawnych lat. Chłopak zaczyna miewać halucynacje związane z psychopatycznym Voorheesem, jednak wkrótce morderca zostaje przez niego zamordowany i na jaw wychodzi, że za zabójstwami nie stał Jason. Tak czy inaczej, ostatnia scena, będąca elementem halucynacji Tommy’ego, przedstawia zabójstwo, którego Tommy dokonuje na asystentce dyrektora zakładu w Pinehurst, Pam.
W nieco ignorującej wydarzenia z Nowego początku części szóstej - Jason żyje, silniejszy psychicznie Tommy decyduje się ostatecznie skonfontować z własnymi demonami przeszłości i w towarzystwie przyjaciela wybiera się na cmentarz w Crystal Lake, by raz na zawsze unicestwić Jasona Voorheesa. Tommy wykopuje zwłoki Voorheesa i przebija je metalowym prętem, jednak jego plan przynosi niezamierzony efekt, gdy podczas jego realizacji zrywa się burza, a uderzenie pioruna wskrzesza psychopatę. Jason morduje przyjaciela Tommy’ego, tymczasem sam Jarvis wybiera się na posterunek policji, by ostrzec szeryfa o niebezpieczeństwie zagrażającym ze strony Voorheesa. Szeryf zamyka Tommy’ego w więzieniu, uważając, że morderstwa, których zdążył już dokonać Jason, popełnił Jarvis. Córka szeryfa, Megan Garris, pomaga jednak wydostać się Tommy'emu z celi, by wraz z nim ostatecznie pozbyć się Jasona. Heroicznym wysiłkiem Tommy zakuwa Jasona w kajdany i osadza jego poturbowane ciało na dnie jeziora Crystal Lake, lecz gdy to początkowo nie skutkuje, Megan pokonuje Jasona, najeżdżając pędnikiem łodzi na jego głowę.
Nieznane są losy Tommy’ego Jarvisa po pokonaniu Jasona Voorheesa w części szóstej serii. Jarvis pojawia się w filmie fanowskim Never Hike Alone (2017), a jego rolę gra Thom Mathews; jest to jednak film niekanoniczny, nie wpisujący się oficjalnie w historię serii.

### Trish Jarvis
Trish Jarvis to grana przez Kimberly Beck bohaterka Piątku, trzynastego IV: Ostatniego rozdziału. Wraz z matką i dwunastoletnim bratem Tommym żyła w okolicach Crystal Lake, kiedy psychopatyczny, domniemanie martwy Jason Voorhees zbiegł z kostnicy. Voorhees zamordował grupę nastolatków, obozujących w okolicach posiadłości Jarvisów, oraz matkę Trish i Roba Diera, chłopaka którego Trish poznała w lesie. Dziewczyna wraz z bratem musiała walczyć o życie. Ostatecznie Jason został zabity przez Tommy’ego, a Trish z bratem trafiła do okolicznego szpitala w ciężkim stanie psychicznym.

## V

### Violet
Violet to bohaterka filmu Piątek, trzynastego V: Nowy początek, w której rolę wcieliła się Tiffany Helm. Violet jest jedną z pacjentek kliniki dla trudnej młodzieży w Pinehurst, gdzie, podobnie jak inni jej bywalcy, próbuje na nowo przystosować się do świata. Violet jest zbuntowaną młodą dziewczyną, której zamiłowaniem jest muzyka i taniec. Ginie w swoim własnym pokoju, zamordowana przez Roya Burnsa.

## W

### Will Rollins
Will Rollins to bohater Freddy’ego kontra Jasona, grany przez Jasona Rittera. Will jest nastolatkiem z ulicy Wiązów, chłopakiem Lori Campbell. Pewnego wieczoru Will jest świadkiem morderstwa, którego ojciec Lori dokonuje na jej matce. Ojciec Lori, dr. Campbell, umieszcza Willa w Szpitalu Psychiatrycznym w Westin Hills, by zataić zbrodnię. Will zdecydował uciec z zakładu, dowiedziawszy się o zabójstwie, do którego dochodzi w rezydencji Campbellów. Po ucieczce chłopak ukrywa się w Springwood i kontaktuje się ze swoją dziewczyną, by następnie wspólnie stawić czoła Jasonowi Voorheesowi i Freddy'emu Kruegerowi, terroryzującym ulicę Wiązów.